# 北潭凹
北潭凹（通北潭坳）是香港一個山坳，位於新界西貢半島中部，西貢東郊野公園和西貢西郊野公園之間。地區行政上，北潭凹屬於大埔區管轄（即西貢北），雖然北潭凹以南的北潭涌屬於西貢區。
北潭凹是香港熱門的遠足活動起訖點，亦是麥理浩徑第二段終點及麥理浩徑第三段起點，旁有北潭凹村。北潭凹亦是一處野外定向訓練場地。

## 前往方法
巴士
專線小巴

## 站外鏈結
- 北潭凹營地